# Unterstrichakzent
Der Unterstrichakzent, auch einfach Unterstrich genannt, auch Makron unterhalb, ist ein diakritisches Zeichen in der Form eines waagerechten Striches unter dem Buchstaben. Die Bezeichnung „Unterstrich“ ohne das Unterscheidungsmerkmal „-akzent“ ist zu vermeiden, da diese Bezeichnung hauptsächlich für den Unterstrich verwendet wird, der kein diakritisches, sondern ein eigenständiges Zeichen ist.
Der Unterstrichakzent wird in der Verschriftung europäischer Sprachen nicht verwendet, jedoch für einige außereuropäische Sprachen und in Transliterationen. Die in Zentralaustralien gelegenen Bergformationen Uluṟu und Kata Tjuṯa beispielsweise führen in der Originalsprache Pitjantjatjara, der Sprache der dort ansässigen Anangu (Aborigines), einen Unterstrichakzent im Namen (Uluṟu, Kata Tjuṯa).

## Aussehen
Der Unterstrichakzent kann als ein unter dem Buchstaben angeordnetes Makron beschrieben werden, also einem waagerechten Strich, der sich aber bei aufeinanderfolgenden Zeichen nicht berührt und auch nicht auf gleicher Höhe liegen muss. Somit ist dieses Zeichen nicht für die Unterstreichung einer Buchstabenfolge geeignet. Wenn diese auf Zeichenebene statt auf Ebene der Schriftauszeichnung erfolgen soll, bietet sich dazu das Unicode-Zeichen „Unterstreichung“ (U+0332 combining low line) als diakritisches Zeichen an.

## Darstellung auf dem Computer

### Zeichensätze
In den Zeichenkodierungen ASCII und ISO 8859 kommen weder der Unterstrichakzent noch fertige Buchstaben mit Unterstrichakzent vor.
Unicode enthält viele vorgefertigte Zeichen mit Unterstrichakzent und kann weitere Zeichen mit Unterstrichakzent durch Nachstellen eines Unterstrichakzents (U+0331 COMBINING MACRON BELOW) darstellen.
Beispiel:  ṟ o̱
Ein freistehender Unterstrichakzent ist als Zeichen U+02CD (ˍ) im Unicode enthalten. Nicht verwechselt werden darf er mit dem ähnlich aussehenden Unterstrich, welcher im ASCII und Unicode an Position U+005F kodiert ist.

### Tastatureingabe
Mit der deutschen Standard-Tastaturbelegung E1 wird das Zeichen als Alt Gr+h eingegeben. Diese Kombination wirkt als Tottaste, d. h. ist vor dem Grundbuchstaben einzugeben.

### TeX und LaTeX
In den Textsatzsystemen TeX und LaTeX können beliebige Zeichen mit Unterstrichakzent dargestellt werden. Es gibt dazu im Textmodus für den Textsatz den Befehl \b{a}, der ein a setzt.